# Визит дамы
«Визит дамы» — советский двухсерийный телефильм режиссёра Михаила Козакова, снятый на киностудии «Мосфильм» в 1989 году.
Телефильм является экранизацией пьесы швейцарского немецкоязычного драматурга Фридриха Дюрренматта «Визит старой дамы».

## Сюжет
Провинциальный европейский городок Гюллен охвачен волнением. В рамках своего путешествия по Европе город хочет посетить госпожа Клара Цаханассьян, американская миллиардерша, всемирно известная богачка — уроженка Гюллена. Верхушка города организует торжественную встречу в надежде, что госпожа Цаханассьян поможет своей малой Родине, испытывающей серьёзные финансовые трудности, особенно заметные на фоне процветающей послевоенной Европы: закрываются предприятия, не выдаются кредиты и субсидии…
Прибытие миллиардерши превосходит все ожидания. Она появляется инкогнито на экспрессе, по-хулигански тормознув его стоп-краном. Следом за ней приезжеат целый железнодорожный состав с поклажей, прислугой, гангстерами-телохранителями, автомобилем и ручным леопардом. С отцами города общается насмешливо-снисходительно, хотя в целом её поведение выглядит незлобно, а единственный человек, встреча с которым Клару, кажется, взволновала — это Альфред Илл, владелец разоряющейся, как и весь город, бакалеи…
Клара просит, чтобы Илл сопровождал её, и становится ясно, что когда-то у них был роман.
Вечером на торжественном приёме госпожа Цаханассьян делает сенсационное заявление: она намерена при соблюдении всего лишь одного условия подарить городу миллиард долларов, причём 500 миллионов передать в городскую казну, а ещё 500 миллионов распределить между жителями города.
После оглушительных оваций встаёт речь об единственном условии сделки, но тут Клара даёт слово своему дворецкому, в котором старожилы узнают бывшего окружного судью Хофера.
Дворецкий-судья рассказывает, что когда-то он рассмотрел дело по иску юной Клары Вешер, которая призвала к суду Альфреда Илла, требуя признать его отцом своего ребёнка… Однако в суд явились два свидетеля, которые дали показания, что они тоже спали с Кларой… Эти свидетели также присутствуют на вечере в свите миллиардерши: это Якоб Хюнлейн и Людвиг Шпар, известные ныне как Коби и Лоби. Они признаются, что лжесвидетельствовали за бутылку водки, которую им вручил Илл. После суда Клара Вешер была вынуждена покинуть город, так как была ославлена как гулящая. Она уехала в Гамбург, родила ребёнка, который прожил всего год. Сама Клара стала проституткой в борделе, куда однажды забрёл в поисках острых ощущений старый, но очень темпераментный миллиардер Цаханассьян, который влюбился в Клару и сделал своей женой и наследницей… Получив миллиарды после смерти мужа, Клара оплатила поиски лжесвидетелей, что было недёшево, поскольку оба они эмигрировали (один в Канаду, другой в Австралию). Тем не менее Коби и Лоби были найдены, во всём признались и в качестве наказания ослеплены и оскоплены гангстерами-телохранителями Клары. В то же время главный виновник — Альфред Илл — до сих пор оставался безнаказанным.
И вот единственным условием, которое отделяет Гюллен и его жителей от миллиарда долларов, является правосудие в отношении Клары Вешер: она требует смерти предавшего её и обманувшего правосудие Альфреда Илла.
В едином порыве и бургомистр, и все виднейшие горожане отказываются от позорной сделки.
Впрочем, Клара к этому готова: «Ничего, я подожду!»
Проходит несколько недель.
Клара Цаханассьян осталась в городе, поселившись со своими приближёнными в отеле. Она готовится к своей седьмой или восьмой свадьбе, на этот раз её избранником должен стать известнейший голливудский красавец-актёр, намного моложе по возрасту. Клара легко улаживает его дела и обеспечивает съёмку в очередном фильме, просто покупая самый многообещающий сценарий и назначая двойные гонорары всем участникам съёмок…
Жители Гюллена с интересом наблюдают за коловращением красавцев, модных дизайнеров и финансистов вокруг обиталища миллиардерши. Иллу все высказывают поддержку, мол, с кем в молодости не случалось ошибок.
Тем не менее Илл подозревает, что эта поддержка фальшива. Он замечает, что молочник начинает давать в долг, кельнер угощает выпивкой, в парикмахерской предлагают дорогой одеколон, у вахмистра во рту появился новый золотой зуб, а в городском соборе — новый орга́н.
Становится ясно, что, заявив о приверженности морали и гуманизму, горожане, от бургомистра до последнего пьяницы, тем не менее ждут, что кто-то убьёт Илла, тем самым обеспечив всем доступ к заветному миллиарду, и потихоньку начинают позволять себе лишнее…
Наконец, в день венчания Клары и молодого красавца, для жителей города проводится грандиозная ярмарка: одежда, техника, автомобили ведущих мировых производителей продаются в кредит… Илл видит, что даже его дочь не может устоять перед соблазнами, и решает бежать из города.
Несмотря на попытку Илла сесть на поезд, его останавливают и возвращают.
Утром после свадьбы бургомистр и настоятель собора идут к Кларе и с трудом находят её в одиночестве проводящей брачную ночь в Петеровом сарае на окраине Конрадовой рощи, где когда-то проходили её свидания с Иллом. Она уже отослала нового мужа и начала бракоразводный процесс. Бургомистр и святой отец просят госпожу Цаханассьян проявить милосердие: она ставит город перед необходимостью совершить ужасное преступление, но ведь можно не убивать Илла, можно вложить миллиард в городские предприятия, купить у города картинную галерею, даже эту Конрадову рощу… Но Клара говорит, что она и так всё купила, весь город давно уже принадлежит ей. Когда её выгоняли из города, была зима, она дрожала от холода, но когда в окнах вагона увидела очертания Петерова сарая, то поклялась, что вернётся. Она долго готовилась к возвращению, она вернулась и она настаивает на своих требованиях.
Горожане прячут друг от друга глаза. Единственный, кто пытается напомнить окружающим о совести — школьный учитель, но его обличительную речь не хотят слушать, а самого его уводят…
Поздно вечером Альфред и Клара встречаются и говорят о прошлом. Альфред спрашивает Клару о ребёнке, Клара рассказывает, что это была девочка, она назвала её Женевьевой, она умерла от менингита или какой-то подобной детской болезни… Перед уходом, Клара напоминает Иллу, что завтра вечером будет собрание городской общины.
Перед собранием к Иллу приходит вахмистр и бургомистр. Жена Илла уехала с детьми к родственникам. Он один и готов идти, но бургомистр начинает убеждать Илла, что всем было бы лучше, если бы Илл покончил с собой и спас своих соседей от необходимости принимать тяжкое решение… Вахмистр достаёт из кобуры пистолет и кладёт перед Иллом. Но Альфред Илл отказывается помогать городу сохранить лицо. Он примет любое решение городской общины, а вахмистру советует не забыть свой пистолет.
На городском собрании в здании цирка бургомистр сообщает, что город принял предложение госпожи Цаханассьян. Школьный учитель от лица местной интеллигенции выступает с витиеватой речью, из содержания которой уже нельзя понять, на чьей он стороне… Происходит голосование: руки подымают все, включая священника, учителя и самого Илла… Клара с ужасом и торжеством констатирует: «Ни один не отказался!» Илл уходит за кулисы… Клара Цаханассьян подписывает чек и бросает его из своей ложи, бургомистр и видные горожане ловят его… Тем временем из-за кулис появляется доктор и сообщает, что от переизбытка чувств Альфред Илл умер. Клара Цаханассьян единственная кричит: «Нет!» Вслед за этим тело Илла на катафалке провозят мимо неё и жителей города.

## В ролях
| - Екатерина Васильева — Клара Цаханассьян, миллиардерша - Валентин Гафт — Альфред Илл, разорившийся лавочник - Игорь Кашинцев — бургомистр - Валентин Никулин — священник - Григорий Лямпе — учитель - Виктор Борцов — вахмистр - Валентин Смирнитский — доктор - Светлана Немоляева — Матильда, жена Илла - Владимир Дружников — Боби, дворецкий Клары, бывший окружной судья Хофер - Александр Домогаров — Хоби, киноактёр, сперва жених, потом восьмой муж Клары - Василий Долбитиков — Роби, телохранитель Клары - Юрий Рогунов — Тоби, телохранитель Клары - Валерий Носик — Коби (Якоб Хюнлейн), первый слепец - Иван Уфимцев — Лоби (Людвиг Шпар), второй слепец - Валерий Копчёнов — Моби (Педро), седьмой муж Клары - Михаил Данилов — Соломон, парикмахер - Павел Винник — Хельмут, кельнер - Дмитрий Дыховичный — Карл, сын Илла - Светлана Огарко — Лидия, дочь Илла - Александр Пятков — охотник - Александр Вигдоров — художник - Ян Янакиев — редактор газеты - Владимир Ферапонтов — начальник станции - Михаил Чигарёв — Глютц, судебный исполнитель - Н. Сычёв — тренер | - Александр Андриенко — Ганс, секретарь бургомистра - Юрий Багинян — Гюнтер, житель Гюллена - Татьяна Гаврилова — жена бургомистра - Евгений Жуков — кинооператор - Кирилл Козаков — юноша - Евгений Лисконог — начальник поезда - Дмитрий Рощин — юный горожанин - Любовь Руднева — машинистка в приёмной бургомистра - Геннадий Чулков — радиокомментатор - Игорь Чуриков — Вилли, помощник судебного исполнителя - Анна Ямпольская — девушка на ярмарке-распродаже - Михаил Козаков — голос за кадром - Константин Мацегорин - Вячеслав Нефёдов - Олег Бондарь - Е. Васильева - Саша Винник - К. Любитова - С. Насековский - Г. Сорочан - Эдуард Томан - Эйли Торга - Рок-группа «Куло» - А. А. Ломаков и Хорьх-853 (модель 1935 года). |

## Съёмочная группа
- Авторы сценария:
  - Игорь Шевцов
  - Михаил Козаков
- Режиссёр-постановщик: Михаил Козаков
- Оператор-постановщик: Владимир Шевцик
- Художник-постановщик: Алексей Аксёнов
- Композитор: Шандор Каллош
- Звукооператор: Олег Зильберштейн
- Государственный симфонический оркестр кинематографии СССР
  - Дирижёр: Юрий Николаевский
- Директор картины: Людмила Захарова

## Факты
- Съёмки фильма проходили в 1988—1989 году в Таллине.
- Дама прибывает в Гюллен на экспрессе «Неистовый Роланд», под видом которого снят электропоезд ЭР200.
- Станция Гюллен — станция «Воробьёвы Горы» МК МЖД.
- Трансляцию собрания жителей города, на котором выносят смертный приговор Альфреду Иллу в фильме, ведёт телекомпания CNN.
- Город Гюллен, согласно фильму, находится недалеко от города Хальберштадт.